# Novo Selo (Struga)
Novo Selo (mazedonisch Ново Село; albanisch definit Novosella, indefinit Novosellë) ist ein Straßendorf im südlichen Teil der Gemeinde Struga in der Region Südwesten der Republik Nordmazedonien.

## Geographie
Novo Selo (slawisch für „Neues Dorf“) befindet sich 6 Kilometer Luftlinie nördlich der Gemeindehauptstadt Struga und liegt gleich nördlich vom Straßendorf Bidževo. Im Norden liegen Dolno Tateši und Delogoždi, im Osten Livada und im Südwesten Ložani. Im Westen fließt der Schwarze Drin von Süden nach Norden.
Das Dorf liegt im nördlichen Teil des Beckens von Struga. Die Ausläufer des Karaorman-Gebirges im Norden sind nicht weit. Novo Selo liegt auf einer Höhe zwischen 699 und 707 m. i. J. und ist somit ziemlich flach.
Das Klima liegt wie in der ganzen Region im kontinental-mediterranen Übergangsgebiet.

## Bevölkerung
Der Ort hat 228 Einwohner (Stand 2021). 162 davongehören der albanischen Minderheit an und sprechen einen südgegischen Dialekt. Sie bekennen sich fast ausschließlich zum Islam hanafitischer Rechtsschule, wenngleich der bektaschitische Einfluss nicht zu unterschätzen ist, jedoch in den letzten Jahrzehnten merklich abgenommen hat. Unbedeutend ist hingegen der Salafismus. Ein Großteil der während des sozialistischen Jugoslawiens aufgewachsenen Muslime ist außerdem säkular geprägt. Der Atheismus spielt ebenso eine unbedeutende Rolle.
Im Dorf leben zudem einige Familien muslimischer Balkan-Ägypter.
Im nördlichen Dorfteil steht die Dorfmoschee, die über ein Minarett verfügt und dem Muftiat in Struga untersteht.
Die nachfolgende Tabelle zeigt die demographische Entwicklung seit dem Zweiten Weltkrieg.
| Jahr      | 1948 | 1953 | 1961 | 1971 | 1981 | 1994 | 2002 | 2021 |
| --------- | ---- | ---- | ---- | ---- | ---- | ---- | ---- | ---- |
| Einwohner | 080  | 108  | 143  | 144  | 194  | 213  | 280  | 228  |

## Geschichte
Nördlich des Dorfes liegen die Ruinen einer Nekropole.
Bis zu deren Fusion mit der Gemeinde Struga im Jahr 2004 gehörte Novo Selo zur Gemeinde Delogoždi.

## Bildung
In Novo Selo gibt es keine Schule. Die Kinder und Jugendlichen besuchen die obligatorische Schule im Nachbardorf Bidževo.

## Verkehr
Novo Selo liegt an der Straße P2243, welche die Gemeindehauptstadt Struga mit dem nördlichen Gemeindeteil verbindet.